# Osama Fawzi
Osama Fawzi(en árabe: أسامة فوزي‎) es redactor jefe de Arab Times, diario árabe con sede en Houston.

## Biografía
Osama Fawzi Nació en 1949 en Zarqa en Jordania. Se graduó de la Universidad Hachemita en 1973, donde estudió literatura árabe y recibió una licenciatura en periodismo. En 1975 emigró a los Estados Unidos en 1984 y fundó el Arab Times en 1986.
En el año 1986 se fundó Arab Times  y Osama fawzi se convirtió en su redactor jefe.

## Publicaciones
1.roa plata - prensa económica - Amán - Jordania 1974
2. Breve historia jordan - Beirut - Piense 1981 - publicaciones.
3.tab popular en los Emiratos Árabes Unidos - Al Ain 1981 .
4. Diez años en el área de Al Nahyan - Londres 1991 .